# Castell de Sant Llorenç
El Castell de Sant Llorenç és un castell del municipi de Sant Julià de Vilatorta (Osona) declarada bé cultural d'interès nacional. Queden restes de fortificació al monestir i la base d'una torre quadrada al cim de la muntanya. Fou castell termenat, després monestir. Documentat el 884. A inicis del segle xi fou suplantat pel Castell de Meda i aviat es convertí en residència de canonges agustinians.

## Descripció
El castell i priorat canonical se situarien en una zona encinglada, al vessant oest d'un turó, al límit nord-est del terme. El castell es documenta al segle ix, si bé perd la seva funcionalitat administrativa i defensiva del territori a inicis del segle xi. En fundar en el mateix lloc el monestir benedictí dedicat a Sant Llorenç (fundació iniciada el segle xi però no reeixida fins al segon quart del segle xii), una part del castell passarà a dependències monacals i l'altra es mantindrà com a domus. Possiblement, el monestir aprofitaria murs i estructures del castell, tant pel que fa a zona residencial, com els seus elements defensius. D'aquesta manera, formen part del castell i les estructures defensives de la canònica, les muralles, torres i altres estructures defensives.
El conjunt va ser reconstruït al segle xx. Aquesta nova construcció podria aprofitar a assentar-se al damunt de les restes del castell i el monestir. La resta de murs i estructures se situarien al subsol, juntament amb les restes de l'evolució i ús de tot el conjunt.

## Història
El castell de Sant Llorenç estenia el seu terme inicial pels termes municipals de Sant Julià de Vilatorta, Folgueroles, Sant Sadurní d'Osormort, Espinelves i Calldetenes.
Les primeres notícies d'aquest castell es remunten al principi de la repoblació del comtat d'Osona, ja que és l'any 881, quan Ansebert i la seva muller Emoïga, juntament amb Ranemir i la seva muller Númia, vengueren a Todulf i a la seva muller Traselinda dos camps, situats al comtat d'Osona, al terme del castell de Sant Llorenç.
Els senyors eminents del terme del castell de Sant Llorenç foren els comtes de Barcelona, que tingueren propietats en el terme concedides pel rei Carles el Ximple, com la que l'any 926 vengué la comtessa Garsenda, vídua del comte Guifré Borrell, a Mirable, composta d'una terra situada a la vila Folgueroles, que li havia pervingut pel precepte que el rei Carles havia fet a Guifré Borrell. Els drets comtals, però, foren venuts abans de finalitzar el segle x; així desaparegueren els vincles feudals entre els comtes de Barcelona i el castell de Sant Llorenç. Però encara l'any 937 el comte Sunyer feu una compra de béns situats al terme de Sant Llorenç, a la Calma, i l'any 980 el comte Borrell i la seva muller Letgarda donaren un alou situat a l'apèndix del castell de Sant Llorenç, a Vilatorta i a Riudeperes.
El primer feudatari conegut és Ansulf de la família Gurb-Queralt, el qual l'any 956 feu una compra de béns, situats al castell de Sant Llorenç, i el 956 ho feia amb terres i molins situats al mateix terme, a la parròquia de Sant Sadurní d'Osormort; en tots dos casos Ansulf és anomenat vicari. Aquest castell passà a un fill segon d'Ansulf, anomenat Bonfill, levita, el qual l'any 992 comprà al comte Ramon Borrell la roca anomenada Meda juntament amb Sant Llorenç amb el seu feu, pel preu de tres-cents sous.
Aquest castell passà a la canònica de Vic, ja que en el testament sacramental del dit Bonfill, levita, jurat el 1007, una de les disposicions que hi deixava era la de donar el castell de Meda, que havia comprat al comte Ramon Borrell, a Sant Pere de Vic. En aquest procés, que va des de les primeres notícies a la donació de la canònica vigatana, hem vist com el castell de Sant Llorenç, de figurar com a cap del terme, passava a ésser suplantat pel castell de Meda, el qual apareix per primera vegada en la compra del 992 en un mateix nivell, per predominar totalment en la donació del 1007. Aquest canvi no és un canvi de nom d'un mateix castell, sinó, com consta en la venda del comte Ramon Borrell, la substitució d'un castell per un altre en la defensa del territori. Així el castell de Sant Llorenç perdé la seva antiga importància i restà inclòs en el terme de Planeses com a propietat de la família Vilagelans. Aquesta, juntament amb la família Meda, intentaren fundar, a la segona meitat del segle xi, un monestir benedictí dedicat a Sant Llorenç. Si bé la iniciativa no reeixí fins al segon quart del segle xii amb l'erecció de la canònica de Sant Llorenç del Munt, que s'establí al mateix lloc, una part del castell es convertí en residència dels canonges, mentre la resta es conservava com a casal o domus, situada dins el terme del castell de Meda, el domini superior del qual pertanyia a la família Gurb-Queralt, senyors del castell de Meda pels bisbes de Vic. Un membre d'aquesta família, Berenguer IV de Queralt, l'any 1247 hagué de reconèixer que les fortaleses que es trobaven en el terme del castell de Meda, les tenia en feu del bisbe i no en propi alou, com pretenia. Entre les fortaleses esmentades en el plet figura la de Sant Llorenç. Al cap de pocs anys, el 1253, aquest Berenguer IV de Queralt cedí el castell de Meda al seu fill Galceran de Queralt, el qual, al cap de dos dies, el donava a la canònica vigatana, a la qual havia entrat com a canonge.
Ja no es tornen a tenir notícies del castell o força de Sant Llorenç, no coneixem res dels seus possibles castlans ni de les vicissituds del seu edifici que hagin deixat empremta en la documentació.